# Keith Van Horn
Pour les articles homonymes, voir Horn.
Keith Adam Van Horn (né le 23 octobre 1975 à Fullerton en Californie) est un ancien joueur américain de basket-ball.

## Biographie

### Nets du New Jersey (1997-2002)
Keith Van Horn est issu de l'université de l'Utah quand il est sélectionné en deuxième position de la Draft 1997 de la NBA par les Sixers de Philadelphie, il est le meilleur marqueur de l'histoire de son université et de sa conférence. Mais ses droits sont transférés la nuit de la draft aux Nets du New Jersey dans un échange incluant huit joueurs, dont Jim Jackson et Tim Thomas qui sont envoyés à Philadelphie.
Il est très rapidement comparé à Larry Bird, de par sa couleur de peau. Et si sa première saison aux Nets est satisfaisante avec près de 20 points de moyenne dans une très faible équipe du New Jersey, son apport offensif diminue au fil des saisons. Dans sa cinquième saison, Van Horn ne tourne plus qu'à 15 points par match.

### 76ers de Philadelphie (2002-2003)
Le 6 août 2002, Van Horn est transféré chez l'équipe qui l'avait drafté, les 76ers de Philadelphie avec Todd MacCulloch contre le pivot Dikembe Mutombo. Il passe une saison avec les Sixers durant laquelle il termine deuxième meilleur marqueur et rebondeur de l'équipe et accède au second tour des playoffs NBA 2003.
Mais Van Horn n'arrive pas à être la solution complémentaire en attaque avec Allen Iverson.

### Knicks de New York (2003-2004)
Les Sixers décident de l'échanger durant l'été 2003 contre Glenn Robinson, dans un échange à trois équipes où il atterrit aux Knicks de New York, pour remplacer Latrell Sprewell. Mais Isiah Thomas arrive à la direction des opérations des Knicks en décembre 2003 et remodèle l'effectif à travers de nombreux transferts.

### Bucks de Milwaukee (2004-Fév.2005)
Thomas juge le jeu de Van Horn pas assez agressif et en février 2004, les Knicks l'échangent dans un transfert incluant 3 équipes aux Bucks de Milwaukee, ce qui permet à Isiah Thomas, de récupérer Tim Thomas.

### Mavericks de Dallas (Fév.2005-2006)
En février 2005, Milwaukee transfère Van Horn aux Mavericks de Dallas. La manœuvre des Bucks se fait pour des raisons financières, en se débarrassant du contrat encombrant de Van Horn ils dégagent de la masse salariale disponible pour signer à nouveau leur joueur clé, Michael Redd.
Van Horn semble mieux s'adapter dans une rotation où l'attaque ne repose pas sur lui, et bien que l'équipe de Dallas soit largement supérieure à celle de Milwaukee, il arrive à augmenter de 2 points sa moyenne de points par match (de 10,4 à 12,7) avec le même temps de jeu.
En 2005-2006, il fait toujours partie d'un effectif qui parvient en finale NBA, battu par le Heat de Miami sur le score quatre à deux. Avec un temps de jeu réduit de trois minutes, ses statistiques sont en baisse, sa moyenne de points passant à 8,9 points, ses autres statistiques étant de 3,6 rebonds et 0,7 passe. Sur les playoffs, son temps de jeu est encore réduit, 12,3 minutes contre 20,6 et ses statistiques sont alors de 3,6 points, 2,3 rebonds, 0,1 passe.
La saison suivante, il prend une année sabbatique pour s'occuper de sa famille. En 2008, il signe un nouveau contrat avec Dallas, contrat destiné à le faire rentrer dans un échange qui l'envoie chez les Nets du New Jersey, Jason Kidd, principal élément de cet échange, rejoignant Dallas. Il est finalement coupé de l'effectif avant le début de la saison suivante, le 24 octobre 2008.

## Statistiques NBA

### Saison régulière
| Saison    | Équipe       | Matchs | Titul. | Min./m | % Tir | % 3pts | % LF | Rbds/m. | Pass/m. | Int/m. | Ctr/m. | Pts/m. |
| --------- | ------------ | ------ | ------ | ------ | ----- | ------ | ---- | ------- | ------- | ------ | ------ | ------ |
| 1997-1998 | New Jersey   | 62     | 62     | 37,5   | 42,6  | 30,8   | 84,6 | 6,58    | 1,71    | 1,03   | 0,40   | 19,66  |
| 1998-1999 | New Jersey   | 42     | 42     | 37,5   | 42,8  | 30,2   | 85,9 | 8,52    | 1,55    | 1,02   | 1,26   | 21,81  |
| 1999-2000 | New Jersey   | 80     | 80     | 34,8   | 44,5  | 36,8   | 84,7 | 8,45    | 1,98    | 0,80   | 0,75   | 19,19  |
| 2000-2001 | New Jersey   | 49     | 47     | 35,4   | 43,5  | 38,2   | 80,6 | 7,08    | 1,67    | 0,82   | 0,41   | 16,96  |
| 2001–2002 | New Jersey   | 81     | 81     | 30,4   | 43,3  | 34,5   | 79,7 | 7,52    | 2,02    | 0,78   | 0,52   | 14,81  |
| 2002–2003 | Philadelphie | 74     | 73     | 31,6   | 48,2  | 36,9   | 80,4 | 7,08    | 1,26    | 0,85   | 0,41   | 15,89  |
| 2003–2004 | New York     | 47     | 47     | 33,5   | 44,5  | 37,3   | 81,9 | 7,30    | 1,77    | 1,11   | 0,38   | 16,36  |
| 2003–2004 | Milwaukee    | 25     | 15     | 30,6   | 47,2  | 45,8   | 94,5 | 6,32    | 1,48    | 0,64   | 0,60   | 15,72  |
| 2004–2005 | Milwaukee    | 33     | 13     | 24,8   | 44,9  | 38,5   | 86,2 | 5,00    | 1,24    | 0,64   | 0,33   | 10,36  |
| 2004–2005 | Dallas       | 29     | 3      | 23,6   | 46,2  | 37,5   | 78,3 | 4,45    | 1,17    | 0,52   | 0,34   | 12,21  |
| 2005–2006 | Dallas       | 53     | 0      | 20,5   | 42,4  | 36,8   | 83,2 | 3,62    | 0,70    | 0,58   | 0,21   | 8,91   |
| Carrière  |              | 575    | 463    | 31,6   | 44,3  | 36,1   | 83,4 | 6,80    | 1,57    | 0,82   | 0,51   | 16,01  |

### Playoffs
| Saison   | Équipe       | Matchs | Titul. | Min./m | % Tir | % 3pts | % LF  | Rbds/m. | Pass/m. | Int/m. | Ctr/m. | Pts/m. |
| -------- | ------------ | ------ | ------ | ------ | ----- | ------ | ----- | ------- | ------- | ------ | ------ | ------ |
| 1998     | New Jersey   | 3      | 3      | 25,7   | 44,8  | 0,0    | 80,0  | 3,00    | 0,33    | 0,00   | 0,00   | 12,67  |
| 2002     | New Jersey   | 20     | 20     | 32,1   | 40,2  | 44,0   | 71,4  | 6,65    | 2,05    | 0,95   | 0,45   | 13,30  |
| 2003     | Philadelphie | 12     | 12     | 33,4   | 38,2  | 43,8   | 90,0  | 7,50    | 0,75    | 0,83   | 0,17   | 10,42  |
| 2004     | Milwaukee    | 5      | 2      | 27,4   | 33,3  | 36,4   | 66,7  | 4,60    | 1,40    | 1,40   | 0,60   | 8,00   |
| 2005     | Dallas       | 3      | 0      | 11,0   | 46,7  | 0,0    | 88,9  | 2,00    | 0,33    | 0,33   | 0,00   | 7,33   |
| 2006     | Dallas       | 14     | 3      | 12,3   | 33,9  | 28,6   | 100,0 | 2,29    | 0,14    | 0,00   | 0,29   | 3,64   |
| Carrière |              | 57     | 40     | 25,7   | 38,8  | 39,1   | 79,5  | 5,14    | 1,07    | 0,65   | 0,32   | 9,51   |

## Palmarès
- NBA All-Rookie First Team (1998)
- Consensus first-team All-American (1997)
- Consensus second-team All-American (1996)
- 3× WAC Player of the Year (1995–1997)
- 4× First-team All-WAC (1994–1997)
- Numéro 44 retiré par l'université de l'Utah